# 花岡仮乗降場

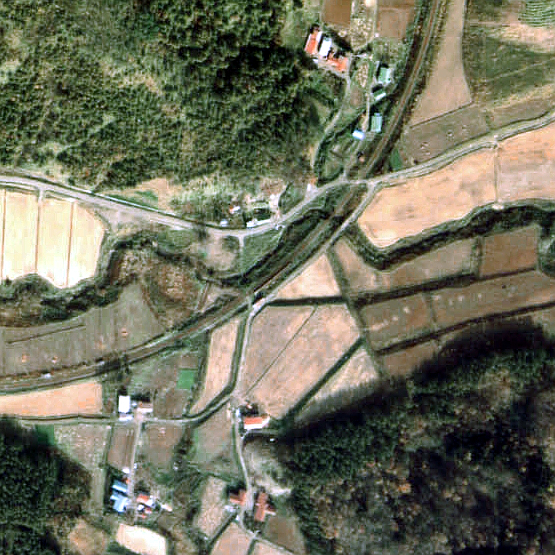
1977年の花岡仮乗降場と周囲約500m範囲。上が羽幌方面。小平から大椴間は狭い海岸線を避けて内陸部を走る。ホームは長めで、待合室は仮乗降場にしては大きい。

花岡仮乗降場（はなおかかりじょうこうじょう）は、北海道（留萌管内）留萌郡小平町字花岡にかつて設置されていた、日本国有鉄道（国鉄）羽幌線の仮乗降場（廃駅）である。羽幌線の廃線に伴い、1987年（昭和62年）3月30日に廃止された。

## 歴史
- 1956年（昭和31年）8月20日 - 日本国有鉄道（国鉄）羽幌線の花岡仮乗降場（局設定）として開業[1]。
- 1987年（昭和62年）3月30日 - 羽幌線の全線廃止に伴い、営業を停止、廃止となる[1]。

### 仮乗降場名の由来
地区名より。「この辺りで花づくりをしているひとがいたので」ついた名称とされている。

## 駅構造
廃止時点で、1面1線の単式ホームを有する地上駅であった。また、開業から廃止時まで仮乗降場であり、無人駅であった。

## 駅周辺
- 国道232号（天売国道/日本海オロロンライン）

## 駅跡

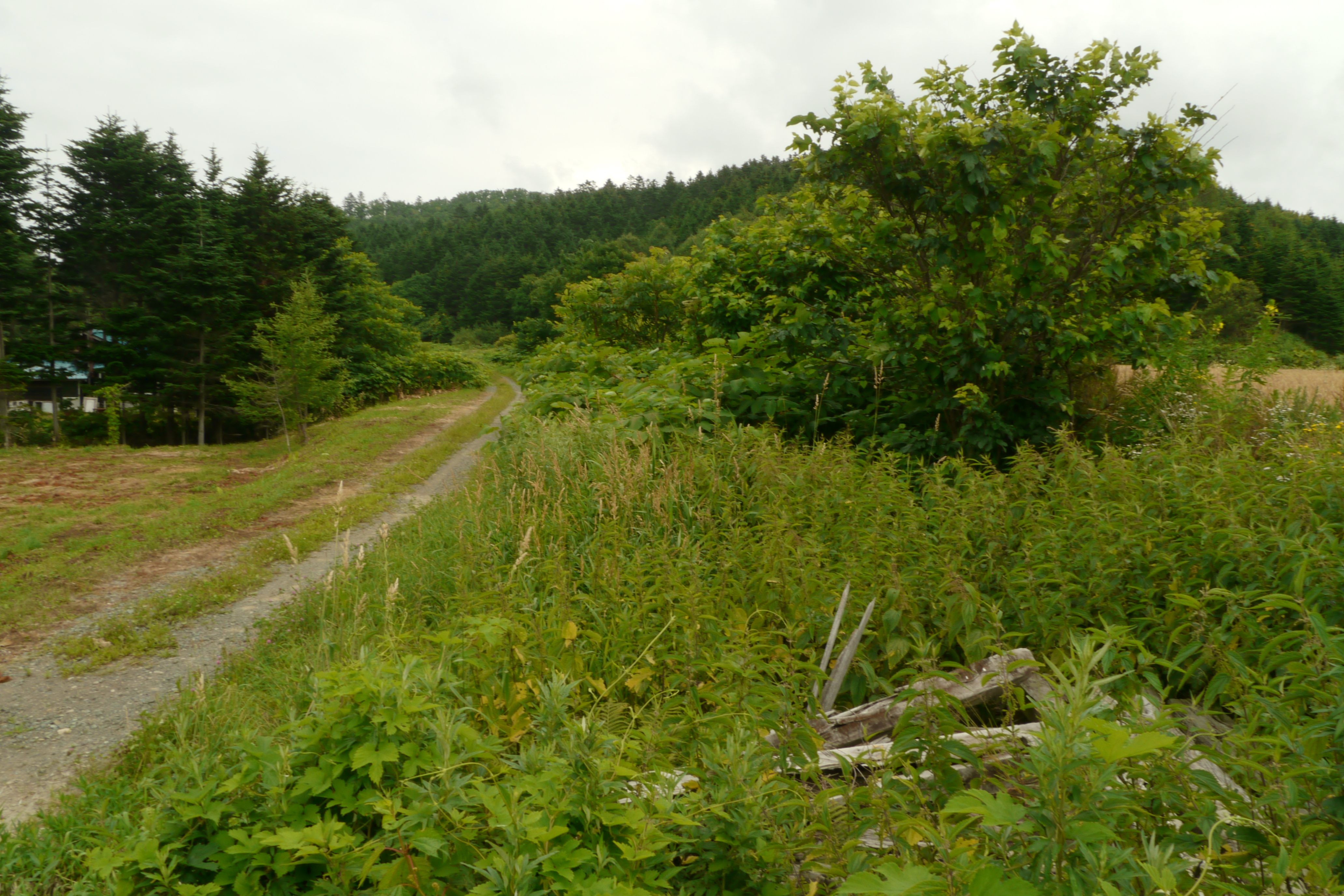
花岡仮乗降場跡（2011年7月26日）

駅跡地は工事用道路の一部になっている。2010年（平成22年）時点で、旧ホームの廃材が積み上げられている。

## 隣の駅
日本国有鉄道
羽幌線
小平駅 - 花岡仮乗降場 - 大椴駅